# Гляйна
Гляйна (нім. Gleina) — громада в Німеччині, розташована в землі Саксонія-Ангальт. Входить до складу району Бургенланд. Складова частина об'єднання громад Унструтталь.
Площа — 29,56 км2. Населення становить 1170 ос. (станом на 31 грудня 2021).

## Галерея

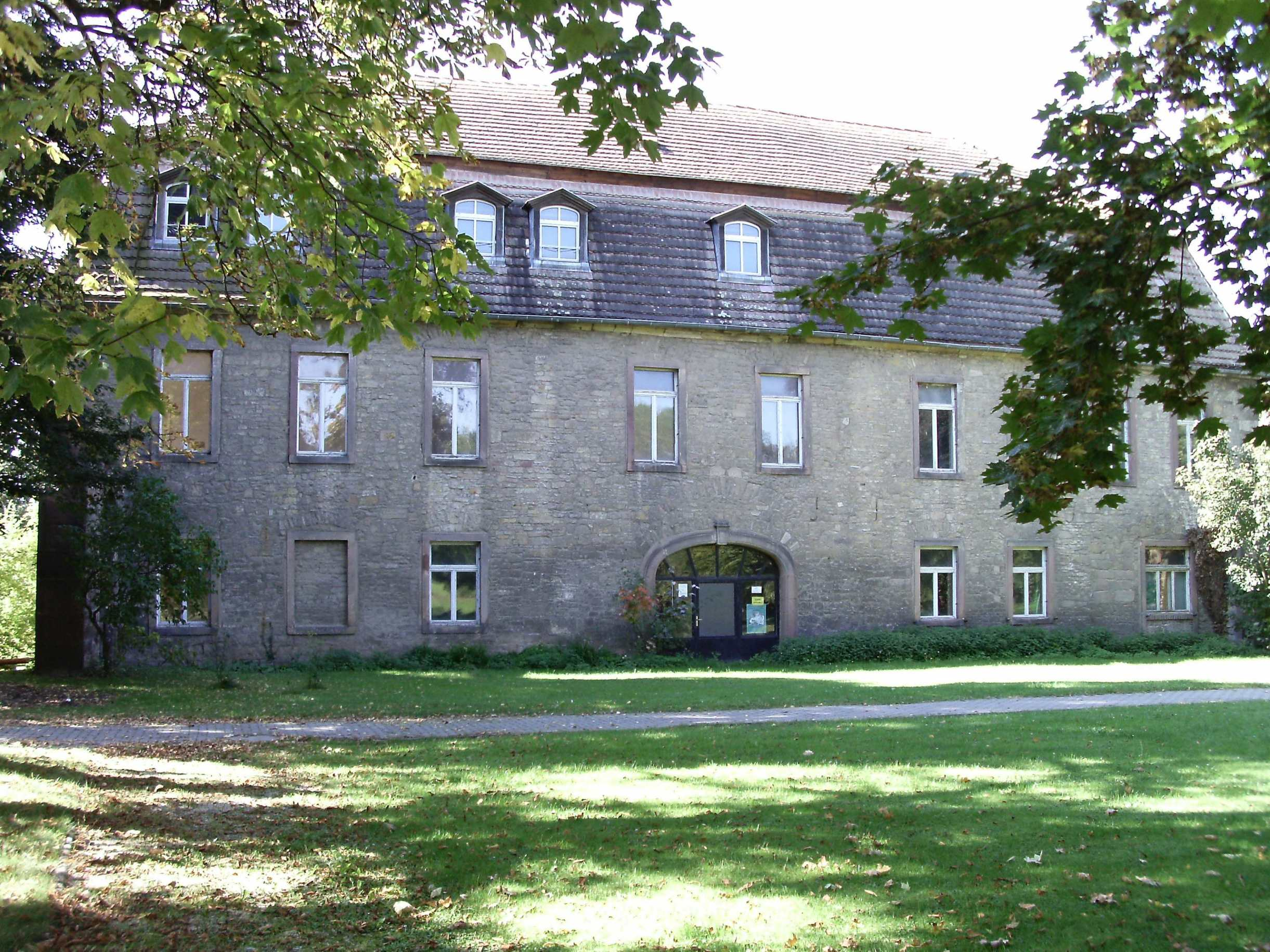
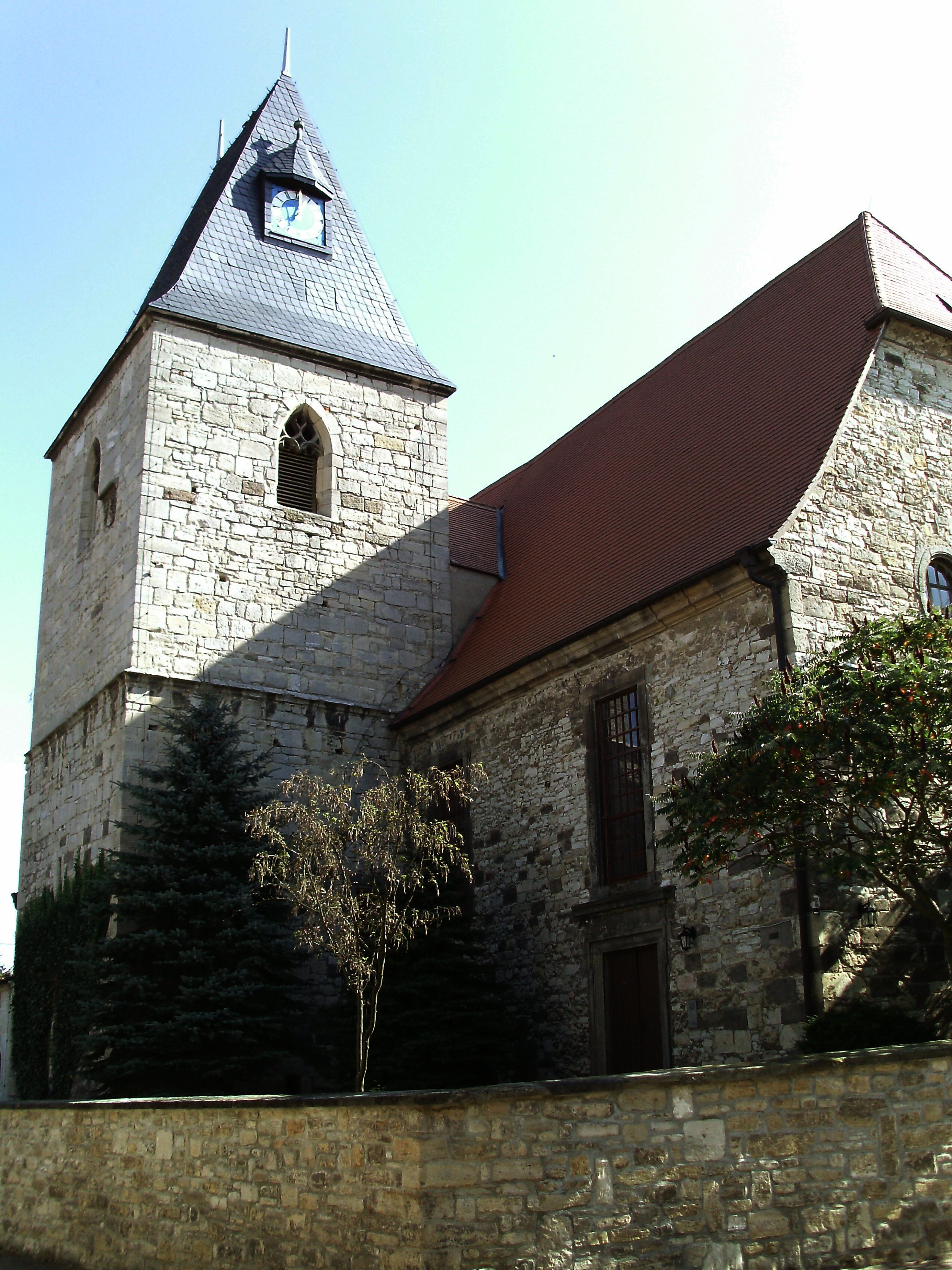
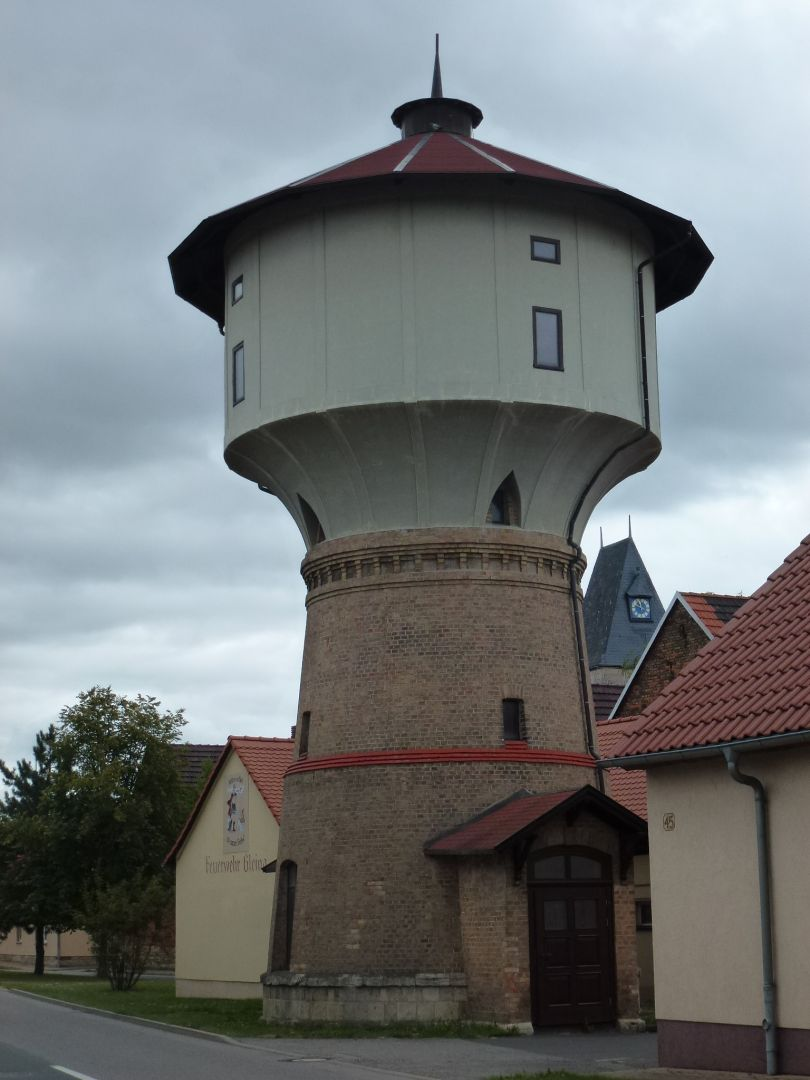